# Markéta Pekarová Adamová

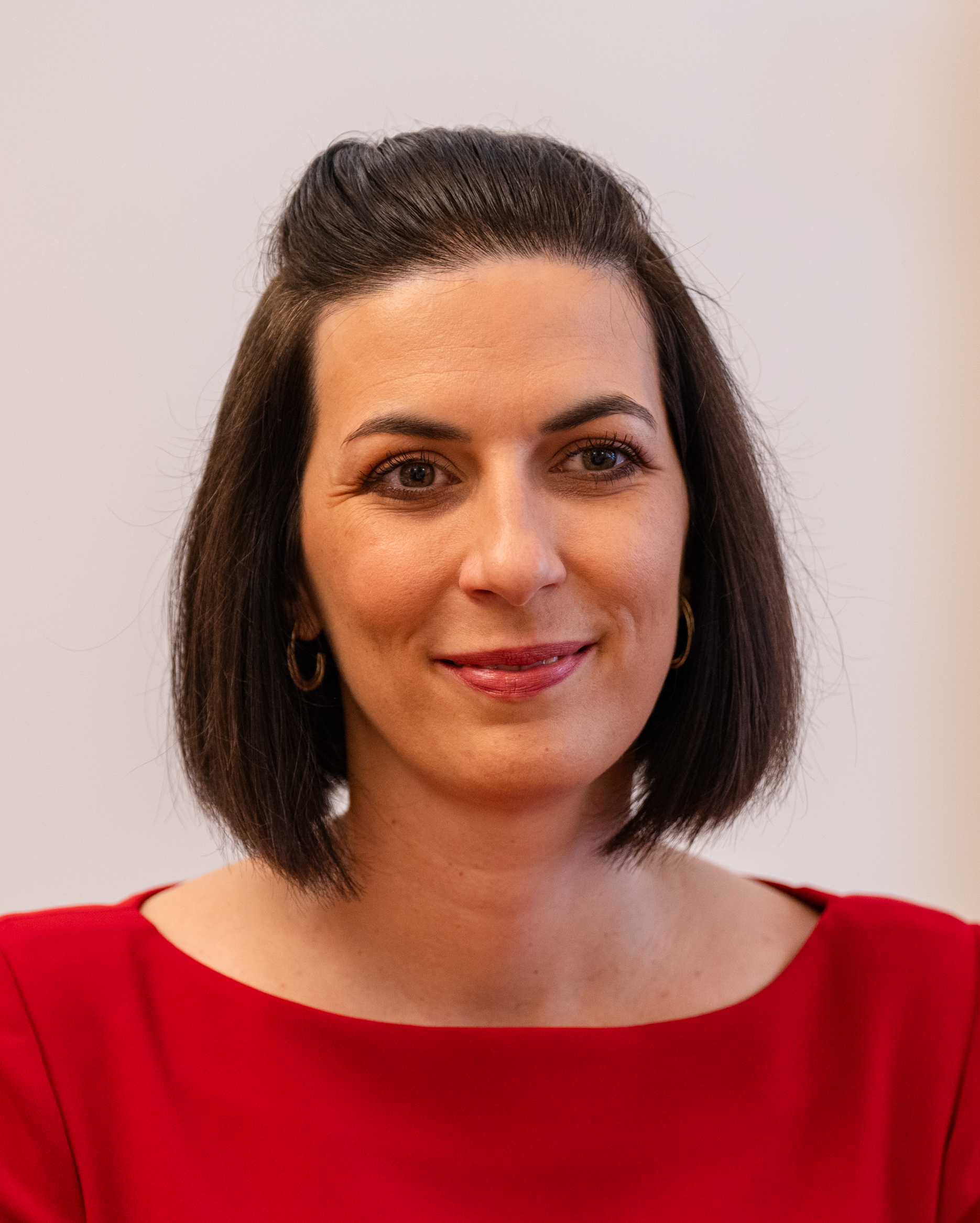
Markéta Pekarová Adamová 2024

Markéta Pekarová Adamová (* 2. Oktober 1984 in Litomyšl) ist eine tschechische Politikerin und Vorsitzende der Partei TOP 09. Sie ist seit November 2021 Präsidentin des Abgeordnetenhauses des tschechischen Parlaments.

## Leben
Markéta Adamová ging nach dem Schulabschluss am Gymnasium Svitavy nach Prag, wo sie von 2005 bis 2008 an der Karls-Universität ein Bachelorstudium im Fach Andragogik und Personalführung absolvierte. Anschließend arbeitete sie in einer Weiterbildungsagentur. Von 2009 bis 2011 absolvierte sie an der Technischen Universität Prag ein Ingenieurstudium.
Adamová trat 2009 der Partei TOP 09 bei, für die sie bei den Kommunalwahlen im folgenden Jahr in die Vertretung des Stadtteils Prag 8 gewählt wurde. Bei den Abgeordnetenhauswahlen 2013 wurde sie zur Abgeordneten des tschechischen Parlaments gewählt. Ab 2015 war sie Vizeparteivorsitzende, im November 2019 wurde sie zur Parteivorsitzenden gewählt und im November 2021 und November 2023 bestätigt.
Für die Abgeordnetenhauswahlen 2021 bildete die TOP 09 gemeinsam mit den beiden weiteren Mitte-rechts-Parteien ODS und KDU–ČSL das Wahlbündnis SPOLU. Pekarová Adamová trat als Spitzenkandidatin für die Hauptstadt Prag an, in der SPOLU 40 % der Stimmen erlangte.
Bei der konstituierenden Sitzung des neuen Abgeordnetenhauses wurde Pekarová Adamová mit 102 von 122 Stimmen zur Vorsitzenden gewählt.